# Gottfried Döhn
Gottfried Döhn, född den 10 juni 1951 i Dresden i Tyskland, är en östtysk roddare.
Han tog OS-guld i fyra med styrman i samband med de olympiska roddtävlingarna 1980 i Moskva.